# Horario de ferrocarril

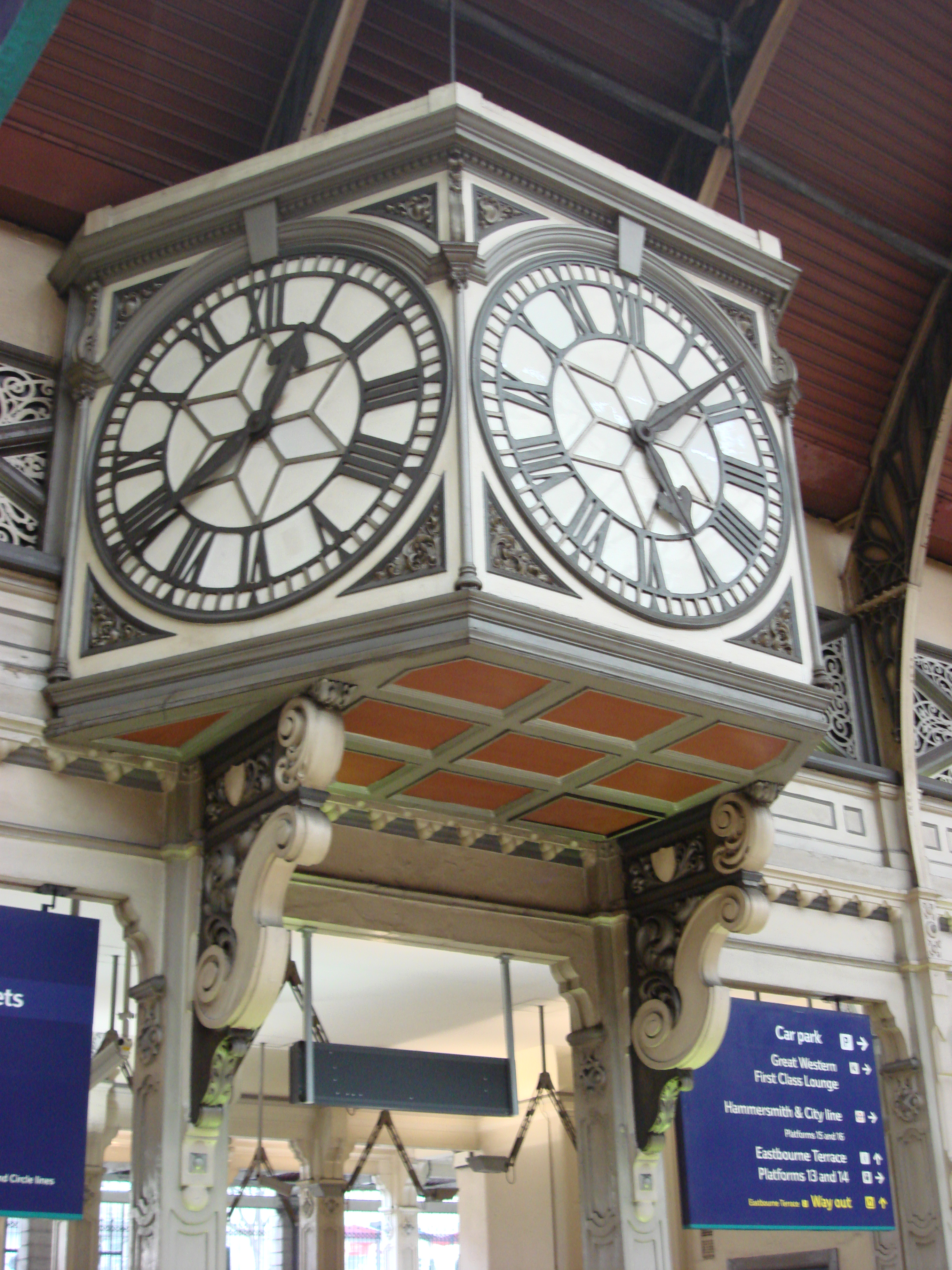
Reloj de estación en la estación londinense de Paddington

Horario de ferrocarril o Tiempo ferroviario hace referencia a los horarios establecidos en las líneas de ferrocarril para estandarizar los usos de horario que tenían las diferentes ciudades y poblaciones que estas atravesaban al no haber una hora oficial determinada.
Hasta principios del siglo XX no se estableció una hora oficial en cada país. Cada ciudad o territorio establecía la suya según sus necesidades y costumbres. Tras el desarrollo de los ferrocarriles en el siglo XIX se vio la necesidad de establecer un mismo horario para la totalidad de las líneas férreas. La primera disposición de tiempo estandarizado se realizó en noviembre de 1840 en Inglaterra. El Great Western Railway aplicó en su primera línea una hora única que sustituía cuatro horas locales. Esta práctica se extendió a las demás compañía ferroviarias británicas que dispusieron todos sus relojes de estación a la hora de Londres que estaba fijada por el Real Observatorio de Greenwich, que a la postre estableció el meridiano de Greenwich y la referencia temporal para todo el mundo con la hora GMT. La experiencia inglesa fue copiada por otras compañías ferroviarias de Europa,  Canadá, Estados Unidos e India.
La estandarización horaria se hizo necesaria con el aumento de la frecuencia del servicio para facilitar la gestión del mismo reduciendo equivocaciones y problemas. Esta determinación de establecer una hora estándar no fue bien recibida por la población, que se resistió a sincronizar sus relojes con los de las estaciones. A pesar de esta resistencia inicial, el horario unificado de los ferrocarriles se impuso pronto como horario por defecto en todo el territorio de Gran Bretaña, primero de facto y luego, cuando el gobierno legisló al efecto en 1880, por ley. Esta ley estableció una hora única para toda la zona horaria de las islas británicas.
El establecimiento de la hora ferroviaria impulsó una mayor una mayor precisión en las tareas diarias y una mayor demanda de puntualidad

## Antecedentes históricos
Históricamente la hora se ha venido determinando en referencia a la posición del sol en cada lugar. Los relojes de sol, que se solían situar en las fachadas de algunos edificios relevantes, eran el instrumento por antonomasia para realizar esta labor. Los problemas inherentes a este tipo de reloj, derivados de las variaciones en la órbita terrestre, no lo hacían adecuado para los propósitos del trabajo diario. La diferente ubicación en relación con la longitud hace que las horas marcadas por el reloj solar sean diferentes; aún con las correcciones pertinentes, no se lograba la precisión necesaria para su uso.
Cuando la distancia longitudinal entre dos ciudades era relevante la diferencia horaria también lo era. En Gran Bretaña había diferencias de hasta 20 minutos entre una ciudad y otra. En España había más de 42 minutos de diferencia entre La Coruña y Barcelona .
En la India y América del Norte, estas diferencias podían ser de más de 60 minutos.  Se han publicado Almanaques que contienen las tablas y las instrucciones adjuntas a los relojes de sol para corregir las diferencias entre los equipos locales.
Antes de la existencia de los ferrocarriles, la duración de los viajes era mucho mayor, y los viajeros se adaptaban sin grandes problemas a las variaciones de hora. La llegada del ferrocarril supuso un acortamiento del tiempo de viaje y la necesidad de contar con horas fiables para dar validez a los horarios de salida y llegada de los trenes. Las diferencias de hora entre ciudades incidían en la seguridad de la circulación, ya que dificultaban el cálculo de dónde se podría encontrar el convoy, lo que provocaba accidentes.
El mantenimiento de una misma hora a lo largo de toda la línea férrea se volvió prioritario, tanto para el personal de las estaciones como para los de los convoyes. En España la Ley de Policía de Ferrocarriles de 1878 establecía que en todas las estaciones debía de figurar el nombre de la estación y debía de tener un reloj "para arreglar el servicio de la misma y del movimiento de los trenes" Los departamentos de "pequeño material" de las diferentes compañías férreas eran los responsables de vigilar la correcta marchas de todo el sistema de tiempo, que tenía su corazón en los relojes de estación. Esta labor se completaba con un rígido protocolo de revisión de los relojes por los jefes de estación que debían de avisar de las averías de los relojes a los responsables de su mantenimiento, anotar diariamente la hora de los relojes de la estación y la que se le comunicaba por telégrafo deduciendo la diferencia que hubiera entre ellas, corregir la hora hora de sus relojes con la comunicada. Una vez a la semana los interventores del servicio de telégrafo debían de pasar por todas las estaciones para dar cuerda, poner en hora sus relojes, cerciorarse que el cuaderno de apunte de horas de las estaciones estaba correctamente llevado y que la transmisión de la hora se hiciera correctamente. La central de telégrafos y relojería era la responsable de transmitir diariamente la hora exacta a toda la línea.

## Influencia del telégrafo eléctrico
A principios del siglo XIX se desarrolló el telégrafo eléctrico que fue luego perfeccionado por William Fothergill Cooke y Charles Wheatstone. En 1839 la compañía ferroviaria Great Western Railway lo instaló su línea férrea.
En 1852 se realizó una línea telegráfica que unía el nuevo reloj electromagnético de Greenwich con las estaciones de Lewisham y London Bridge. También se conectó a la Estación Central de Telégrafos de la Electric Time Company en la Ciudad de Londres, lo que permitía la transmisión de una señal horaria a diferentes estaciones. Para 1855 la señal patrón horaria proporcionada por el Observatorio de Greenwich llegaba, a través de cables, a toda Gran Bretaña.
Esta misma tecnología se usó también en la India para sincronizar la hora de los ferrocarriles.

## Introducción del tiempo ferroviario

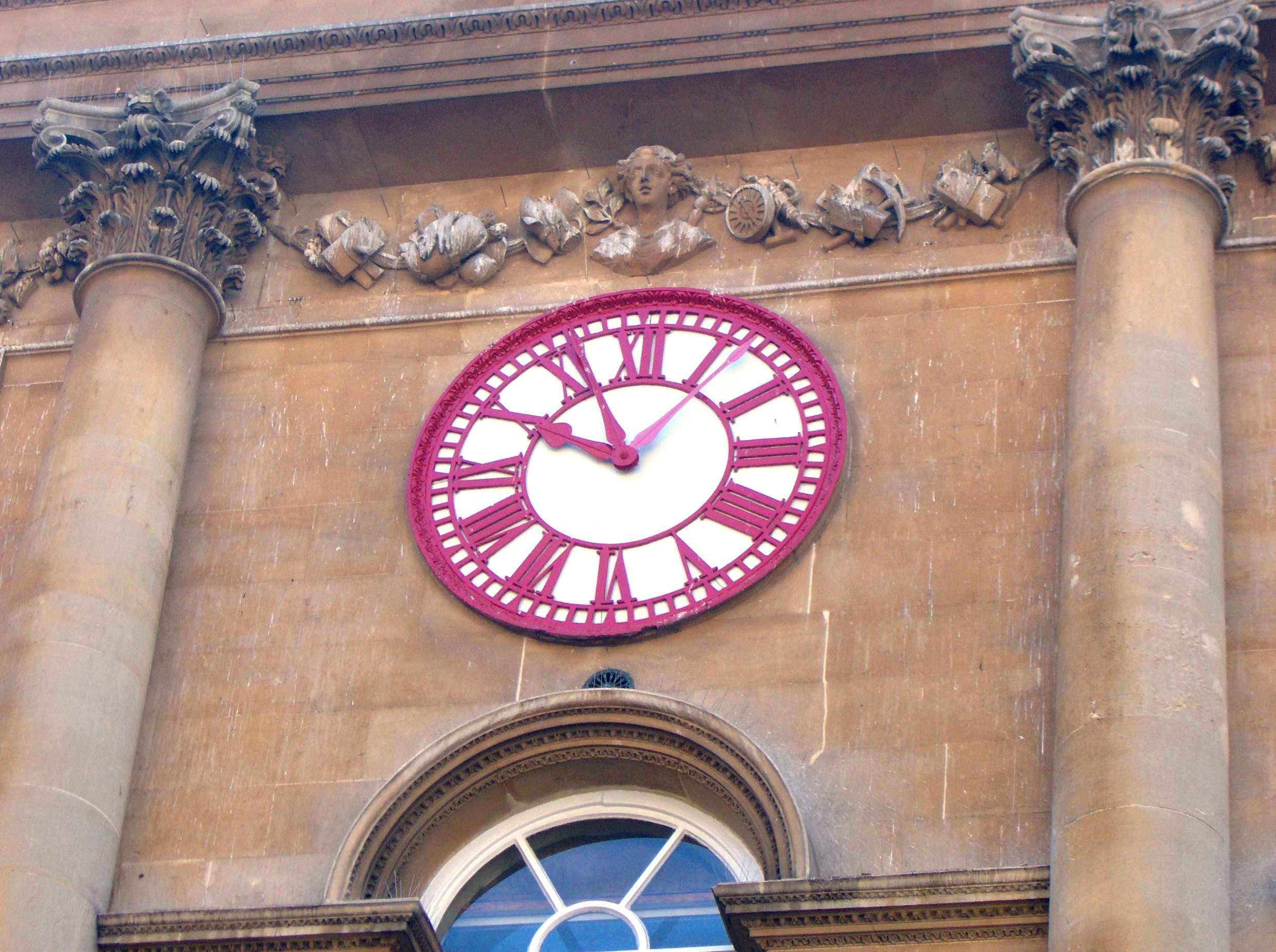
El reloj de The Exchange en Bristol conserva dos minuteros que marcan la hora local y la de Londres.

### Gran Bretaña
En Gran Bretaña la práctica habitual antes de la llegada del telégrafo y del horario unificado era que los jefes de estación ajustaran los relojes usando unas tablas de conversión proporcionadas por la compañía de ferrocarril que relacionaban la hora local con la de Londres. Los trabajadores que llevaban el convoy ajustaban sus relojes a la hora de Londres. Esta práctica acabó con la introducción del tiempo ferroviario. En noviembre de 1840 la compañía Great Western Railway estableció como tiempo estándar en todas sus estaciones la hora marcada por el Real Observatorio de Greenwich.
El 1 de enero de 1846 se impone la hora Greenwich en la línea del Liverpool & Manchester Railway cuyo secretario general, Henry Booth, era un gran promotor del establecimiento general de esta medida. En esa misma fecha, la Midland Railway realizó la misma operación estableciendo la hora de Londres en todas sus estaciones.  En febrero de 1846 el ayuntamiento de Nottingham ordenó que los relojes públicos de la ciudad marcaran la hora local, la del ferrocarril y la de la oficina de correos de Londres.
El 22 de septiembre de 1847 la Railway Clearing House, órgano creado cinco años antes para gestionar y coordinar la distribución de ingresos entre las diferentes compañías ferroviarias, decretó que se debía establecer, tan pronto como fuera posible, la hora de Greenwich en todas la estaciones de ferrocarril. En diciembre de ese año adoptaron la hora de Londres las líneas del London and North Western Railway y del Caledonian Railway. En enero de 1848 lo hicieron el London and South Western Railway, el Midland Railway, el Chester and Birkenhead Railway, el Lancaster and Carlisle Railway, el East Lancashire Railway y el York and North Midland Railway.
En 1855 el 98% de todas las poblaciones de Gran Bretaña ya habían adoptado la hora Greenwich, pese a lo complicado que fue, debido a las reticencias de algunos mandatarios, de establecer que los relojes públicos de sus ciudades y edificios se ajustaran a la hora del ferrocarril en vez de la hora local. Por ejemplo, en 1844 la línea Bristol-Exeter había adoptado la hora de Londres pero ambas poblaciones mantenían su hora local, que, en el caso de Bristol estaba 14 minutos adelantado, y en el caso de Exeter 10. En esta última ciudad fue la resistencia del Decano de la Catedral a ajustar el reloj de su torre, que era el principal reloj de la ciudad,  a la hora de Londres. El reloj principal de Bristol, instalado en 1822, no fue corregido hasta septiembre de 1852. Otro caso significativo fue el de Oxford, donde el gran reloj de la torre de su catedral mantuvo dos minutos de diferencia respecto a la hora GMT.
El 2 de agosto de 1880 se estableció por ley una hora estándar en todo el Reino Unido.

### Francia
En 1891 Francia instauró como hora nacional la hora de París. Impuso también la instalación obligatoria de relojes en las estaciones ferroviarias. Estos relojes se adelantaban cinco minutos para, facilitar la llegada puntual de los viajeros.
En 1911 se adoptó la referencia al observatorio de Greenwich, aunque no se mencionaba en los documentos oficiales. La diferencia respecto a la hora UTC era de un retraso de 9 minutos y 21 segundos.

### Alemania
En Alemania, la estandarización horaria había comenzado a discutirse en la década de 1870. Los ferrocarriles del norte de Alemania ya estaban regulados con  "Tiempo de Berlín" en 1874. Sin embargo, no fue hasta el 1 de abril de 1893 que el Imperio Alemán estableció una ley en la que se establecía una hora uniforme para todo el país, que debía usarse para regir la vida social y laboral, la "Ley con respecto a la introducción del tiempo de cómputo uniforme".

### Italia
En Italia se unificaron los horarios de sus líneas férreas el 12 de diciembre de 1866, tomando como referencia la hora local de Roma, que era vista como la capital del Estado, aunque estuviera bajo control francés hasta 1877.
La unificación de la hora en el ferrocarril sirvió para que se extendiera a toda la vida social y comercial de las principales ciudades de país.

### Irlanda
Por razones políticas, ni Irlanda ni Francia adoptaron oficialmente la referencia horaria de Greenwich. Irlanda estableció la hora de Dublín con un retraso de 25 minutos sobre la de Londres. En 1916, al finalizar el horario de verano, se estableció la hora de Greenwich en la mayoría de las estaciones del país.
En las estaciones de ferrocarril del Úlster, como Belfast y  Bangor, los relojes muestran el tiempo promedio de Dublín (hora del ferrocarril en Irlanda) y la hora de Belfast (hora local), 23 minutos y 39 segundos por detrás de Greenwich.

### Países Bajos
En los Países Bajos los ferrocarriles usaron hasta 1909 la hora GMT. Ese año se adoptó la hora de Ámsterdam, adelantada en 19 minutos a la GMT, como hora oficial en todo el país. En 1940 se impuso, en el marco de la ocupación nazi, la hora alemana.

### Suecia
El desarrollo del ferrocarril en Suecia se realizó inicialmente por promotores privados. La construcción de ferrocarriles públicos llegó más tarde que la mayoría de los otros países europeos, retrasada por las preocupaciones sobre los costos de construcción y la resistencia de los poderosos armadores suecos.
El horario ferroviario se introdujo en la línea ferroviaria principal entre Estocolmo y Gotemburgo, que se inauguró en 1862. El horario se basó en el horario solar en Gotemburgo, el extremo más occidental de la línea. Como consecuencia, los pasajeros y las empresas que siguen la hora local llegarían a la estación antes que los trenes. Hubo muchos ferrocarriles privados que siguieron la hora local o su propia hora ferroviaria. El 1 de enero de 1879, se introdujo un estándar nacional en toda Suecia, una hora antes de la hora media de Greenwich.

### Rusia
La gran extensión territorial de Rusia, que abarca 11 husos horarios, obligó a realizar una gestión de horarios diferente a la de otros países. Hasta el año 2017 los Ferrocarriles Rusos se regían por la hora de Moscú en toda la extensión de sus líneas.
El 1 de agosto de 2018 entró en vigor una nueva legislación que permitía el uso de la hora local en estaciones de las diferentes ciudades.

### España

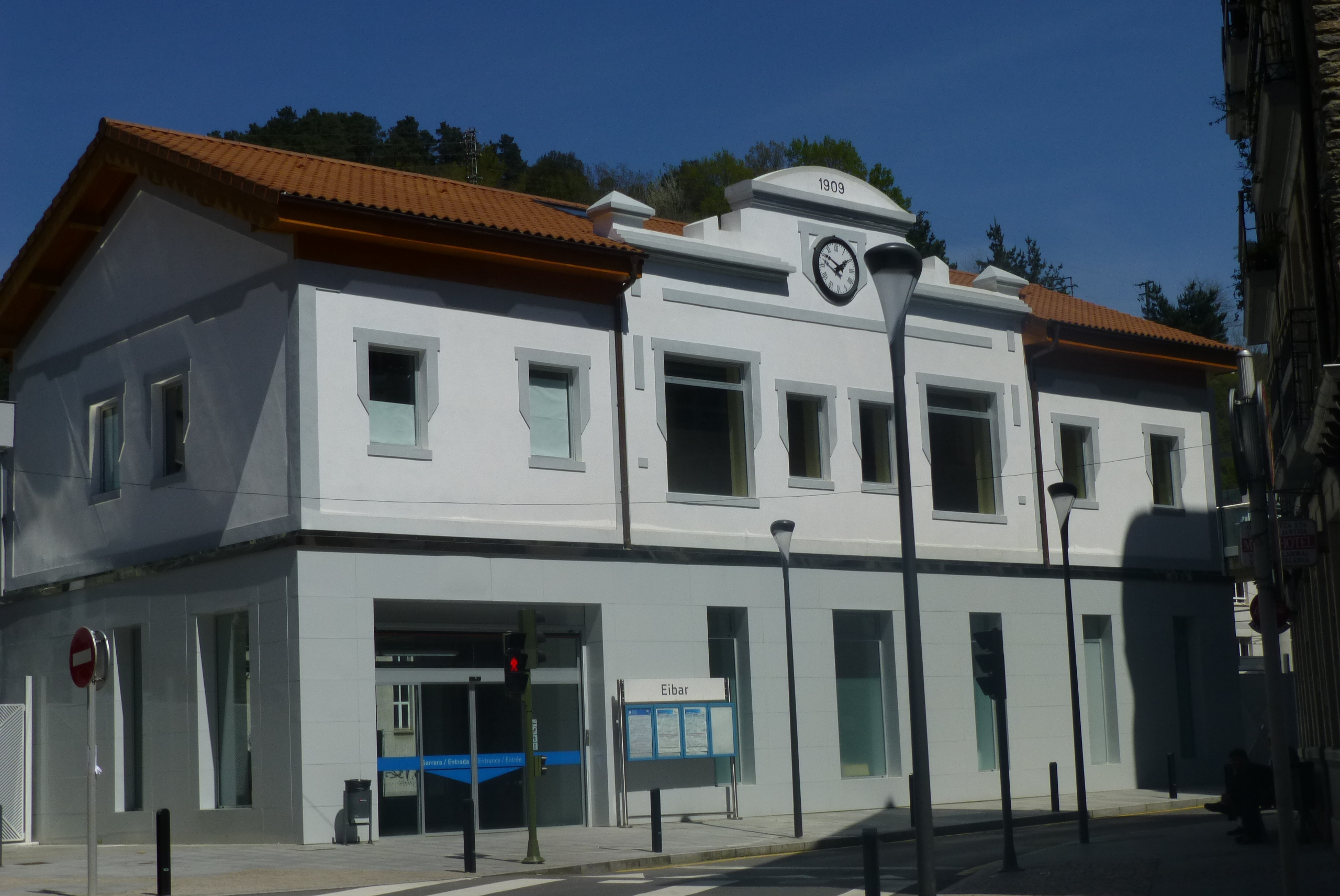
Estación de Éibar con el reloj como elemento principal de su fachada. Construida en el año 1909.

En España cada población tuvo su propia hora hasta 1900. Históricamente, han sido populares las torres de reloj erigidas en las plazas de los pueblo o los relojes situados en los campanarios de las iglesias, que eran el referente horario de sus habitantes.
La primera línea férrea de la España peninsular, la de Barcelona a Mataró, se regulaba por la hora de Barcelona, el ferrocarril de Madrid a Aranjuez por la hora de Madrid y el de Valencia a Grao por la de Valencia. El desfase horario llegaba a 42 minutos y 13 segundos entre Barcelona y La Coruña . La primera norma sobre la hora de los ferrocarriles fue el reglamento de Policía de Ferrocarriles del 8 de julio de 1859, que establecía que "todos los relojes de una línea se ajustarán al de la estación más importante, y el de ésta, será regido por el tiempo medio" El hecho de que las líneas férreas que se iban creando enlazaran con Madrid hizo que todas las que tenían estación en la capital establecieran esa hora. En el reglamento de la Policía de Ferrocarriles del 8 de septiembre de 1878 se consolidaba esta uniformidad. En ciudades como Barcelona, en la que había estaciones de diferentes líneas, la diferencia de hora entre la estación de la línea de Madrid y las otras era apreciable: entre la del Norte y la de Sarriá había una diferencia de 23 minutos y 23 segundos.
La presión de las compañías de ferrocarriles y en espacial de la Compañía de los Ferrocarriles de Madrid a Zaragoza y Alicante, cuyo director general Eduardo Maristany Gibert fue un gran difusor y comunicador de las ventajas de la unificación horaria, hizo que se adoptara como hora de referencia la del Observatorio de Greenwich.
En 1878 el gobierno español aprobó una ley de ferrocarriles que obligaba a que en cada estación se instalara un reloj y se adoptase la hora de la principal ciudad por la que pasaba la línea. El 26 de julio de 1900 la reina María Cristina firmó un decreto que regulaba un solo huso horario para todo el territorio, igualando así las diferentes horas locales. El 1 de enero de 1901 entró en vigor la hora única para todo el territorio, según el observatorio de Greenwich.

### Noruega
En 1895 se impuso en Noruega una hora estándar para todo el territorio del país. Antes de esa fecha la estación de Østbanen (hoy Estación Central de Oslo) se regía por la hora de Oslo, mientras que la estación de Vestbanen, también en Oslo, lo hacía por la de Drammen.

### Estados Unidos de América
En Estados Unidos se comienza a reorganizar los horarios de ferrocarril a mediados del siglo XIX. La primera noticia que hay sobre esta cuestión data de 1859 en Nueva Inglaterra cuando a raíz de un choque frontal de trenes ocurrido en agosto de aquel año, en el que hubo 14 fallecidos, se comprobó que los convoyes tenían horas diferentes.
Los numerosos accidentes que se iban produciendo en las líneas estadounidenses llevaron a la creación de la Convención General del Tiempo, un comité de las compañías ferroviarias para llegar a un acuerdo sobre la programación.
En 1870 Charles F. Dowd, quien no tenía relación ni con los ferrocarriles ni con las autoridades civiles, propuso "Un sistema de tiempos nacionales para ferrocarriles", que, con un sistema horario único para los ferrocarriles mantenía las horas locales. Esta propuesta chocó con la reticencia de algunos responsables de los ferrocarriles, pero en 1881 se aceptó la idea de William Frederick Allen, Secretario de la Convención General del Tiempo y Editor Gerente de la "Guía Oficial para Ferrocarriles de Viajeros" para una racionalización de sistemas horarios: en aquel momento había vigentes más de 50, y se proponía reducirlos a cinco. Este sistema fue adoptado por los responsables de las líneas férreas y de algunas ciudades que tenían varias estaciones ferroviarias. Aun así, algunas poblaciones se opusieron al cambio, como Indianápolis, que no entendía cómo se podría imponer la hora ferroviaria para las tareas cotidianas de sus ciudadanos. Aun así, con el apoyo de casi todas las compañías ferroviarias, la mayoría de las ciudades y observatorios influyentes como los de Yale y Harvard, se produjo la introducción de la hora ferroviaria estándar el 18 de noviembre de 1883. Hasta 1918 no se aprobó legalmente.

### Corea
En Corea en 1904 durante la Guerra ruso-japonesa el gobierno de ocupación japonés impuso la hora estándar de Japón en lugar de la tradicional coreana. En 1908 se volvió de nuevo a la hora coreana, que estaba referenciada a la GMT con un adelanto de ocho horas y 30 minutos, dos minutos más que la japonesa.

### India
Las compañías de ferrocarriles de la India tuvieron una rápida expansión. Conectaban ciudades como Bombay, Calcuta, Lahore y Madrás, y cada línea usaba el horario local. A finales de la década de 1860, al conectarse las redes, la situación se fue volviendo cada vez más confusa, hasta que en 1870 se adoptó la hora de Madrás para todas las líneas. Las razones que avalaban esta decisión fueron, fundamentalmente, dos: la longitud de Madrás está aproximadamente a medio camino entre Calcuta y Bombay, y su observatorio fue el que estableció el patrón horario para sincronizar los relojes de las estaciones con un sistema similar al utilizado desde 1852 en el Reino Unido.
La extensión del país, así como los sistemas políticos de autonomía que mantenían Bombay y Calcuta, impidió que se extendiera el horario único ferroviario a todo el país hasta bien entrado el siglo XX.
Aunque en 1884 se habían presentado propuestas de establecimiento de una misma zona horaria basada en los meridianos, no fue hasta 1906 cuando se estableció una zona horaria única usando la hora de Prayagraj. Aun así, Calcuta mantuvo su propia hora hasta 1948, y Bombay siguió manteniendo una hora no oficial hasta 1955.

## Tiempo ferroviario y sociedad
La introducción del tiempo en el ferrocarril no estuvo exenta de controversia expresada de otra manera por los artistas de la época y de la actualidad.
- William Wordsworth en su protesta contra la construcción del Ferrocarril Kendal y Windermere en 1844 escribió

¿Entonces no hay ningún rincón del territorio inglés a salvo de un asalto impetuoso?

 Estaba preocupado por la pérdida de aislamiento e individualidad intemporales a través del impacto en su tranquilo idilio rural de las hordas de las ciudades industriales.
- Charles Dickens expresó su preocupación varias veces, como en Dombey e hijo donde escribió

Incluso se observaba el tiempo de los trenes en los relojes, como si el sol mismo hubiera cedido

- Thomas Hardy en Un par de ojos azules hace referencia específica al tiempo ferroviario y su efecto en el tiempo humano que aparentemente se contrae.[38]

- Alan Plater, un dramaturgo inglés, escribió la obra Only A Matter Of Time, en 2002. Un granjero galés y Isambard Kingdom Brunel se encuentran. Se pronuncia un discurso sobre la inminente llegada del ferrocarril que conectará su aldea a Londres, donde trata como esto requerirá la estandarización del tiempo y cómo afectará la vida de los aldeanos.[39]

## Los relojes en las estaciones
Dada la importancia de mantener el horario de los diferentes servicios que realizaba el ferrocarril y la aún escasa posesión de relojes por los particulares, se colocaron relojes públicos en las estaciones ferroviarias, tanto en los vestíbulos y andenes, como en las fachadas y otros lugares visibles de las más importantes. El reloj de la estación se convirtió en un elemento relevante que se destacó con la arquitectura de los diferentes edificios donde tomó un lugar privilegiado, llegando en algunos casos a ser monumental.
Por regla general, los relojes de las estaciones se solían adelantar dos o tres minutos, para que los clientes apresurasen el paso y llegasen a la estación con tiempo suficiente. Esta costumbre, ya convertida en tradición, se mantiene en algunos lugares como en la estación Grand Central de Nueva York, donde los trenes siempre salen un minuto más tarde del que marca la hora oficial.
Los relojes situados en el vestíbulo y en los andenes de una estación están regidos por una misma maquinaria. El reloj del andén principal, ubicado en la parte central del mismo, tiene dos caras y se puede ver desde ambos lados.